# Kunstmarkt De Bilt

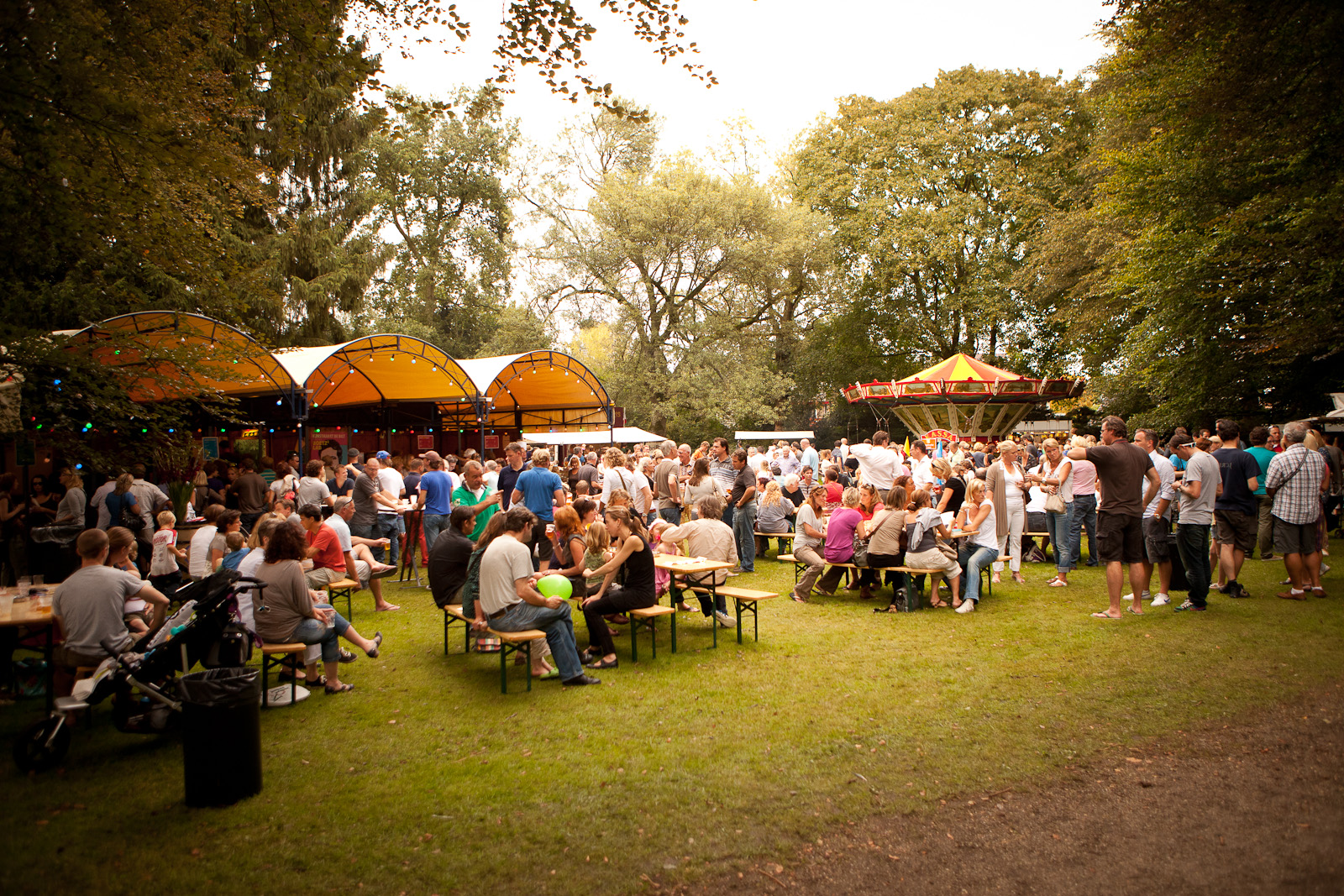
De kunstmarkt in 2011

De Kunstmarkt De Bilt is een jaarlijks cultureel festival dat sinds 2001 te De Bilt in de provincie Utrecht gehouden wordt. Het evenement vindt plaats op de tweede zaterdag van september in het Van Boetzelaerpark. Naast de kunstmarkt is aandacht voor muziek, theater, poëzie, film, cabaret en ballet.

## Geschiedenis
In 2001 werd de eerste Kunstmarkt De Bilt gehouden in de Dorpsstraat in De Bilt. Naast de markt met kunstenaars, galeries en dergelijke die hun werk in marktkramen tentoonstellen en ter verkoop aanbieden, wordt een uitgebreid cultureel programma gepresenteerd. Door de jaren heen is de manifestatie steeds verder uitgegroeid. In 2010 vond de kunstmarkt voor het eerst plaats in het Van Boetzelaerpark. In 2019 werd het evenement door naar schatting 10.000 bezoekers bezocht. 
Het evenement wordt georganiseerd door vrijwilligers en financieel ondersteund door een aantal instanties en bedrijven. De kunstmarkt kent een jaarlijks wisselend thema:
- 2024: Come together
- 2023: bezinningsjaar
- 2022: Waar blijft de tijd?
- 2021: afgelast
- 2020: afgelast
- 2019: De Bilt aan Zee
- 2018: De Groene Baron: de kunst om groen te zijn
- 2017: El Parque de los Amigos
- 2016: Het Gist en Borrelt in het Park
- 2015: Walking Boetz
- 2014: Ontdek de kunstenaar in jezelf
- 2013: 900 jaar De Bilt, Dancing Boetz
- 2012: Carnivale, Magic Boetz
- 2011: Kunst en wetenschap
- 2010: Baron van Boetzelaer
- 2009: Indianen
- 2008: Ridders te paard